# Methanolinea mesophila
Methanolinea mesophila (лат.) —  вид метанообразующих архей из семейства Methanoregulaceae.

## История изучения
Первоначально был известен как штамм TNRT. Впервые этот штамм был обнаружен в образце почвы рисового поля из Тайване.
Основываясь на последовательностях генов 16s рРНК и специфическом для метаногенов гене mcrA было установлено, что штамм наиболее близок к Methanolinea tarda NOBI-1T, совпадения последовательностей были 94,8 и 86,4 % соответственно. Вместе они образуют род Methanolinea.

## Биологическое описание
Клетки — неподвижные палочки 2,0—6,5 мкм длиной и 0,3 мкм шириной. В старых культурах встречаются филаментовидные (до 100 мкм длиной) и кокковидные (около 1 мкм в диаметре) клетки.

## Условия обитания
Мезофил. Рост штамма наблюдался при температуре 20—40 °C (оптимум 37 °C) и pH между 6,5 и 7,4 (оптимум 7,0), а также в присутствии 0—25 г NaCl на л−1, лучше всего — при его отсутствии.

## Метаболизм
Штамм поглощал водород, углекислый газ и формиаты для образования метана и роста.